# Zrzuty bobrów nad Idaho

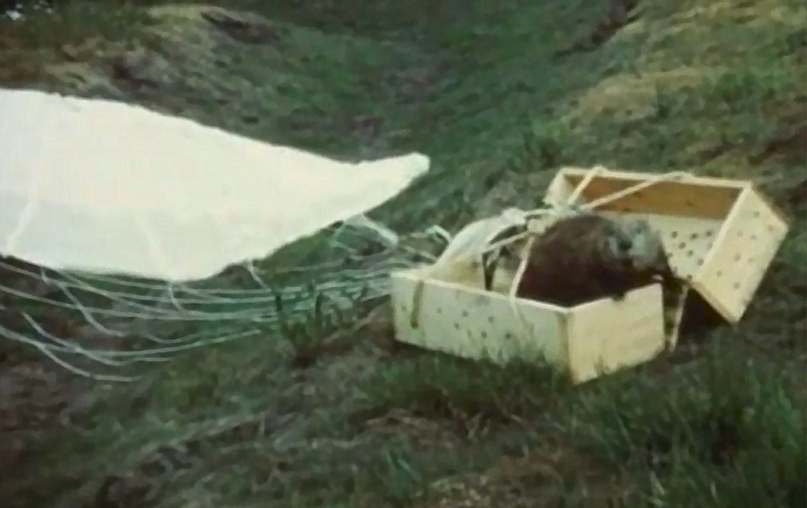
Bóbr wydostający się z skrzyni

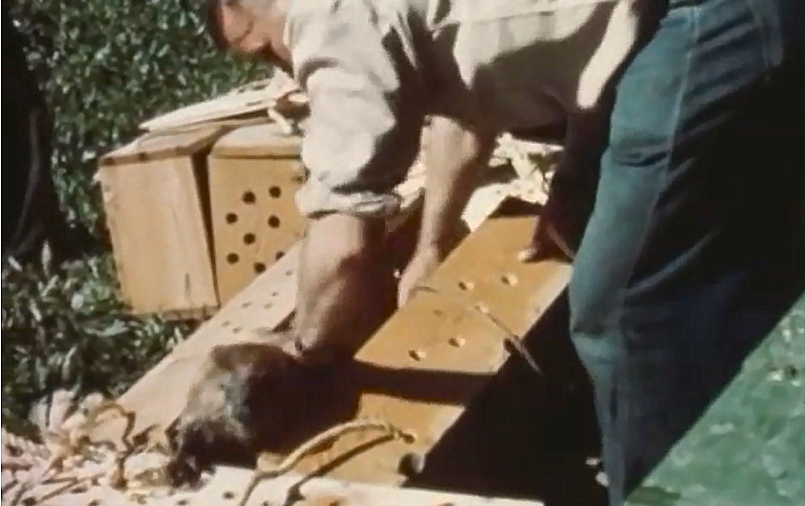
Pakowanie bobra do skrzyni

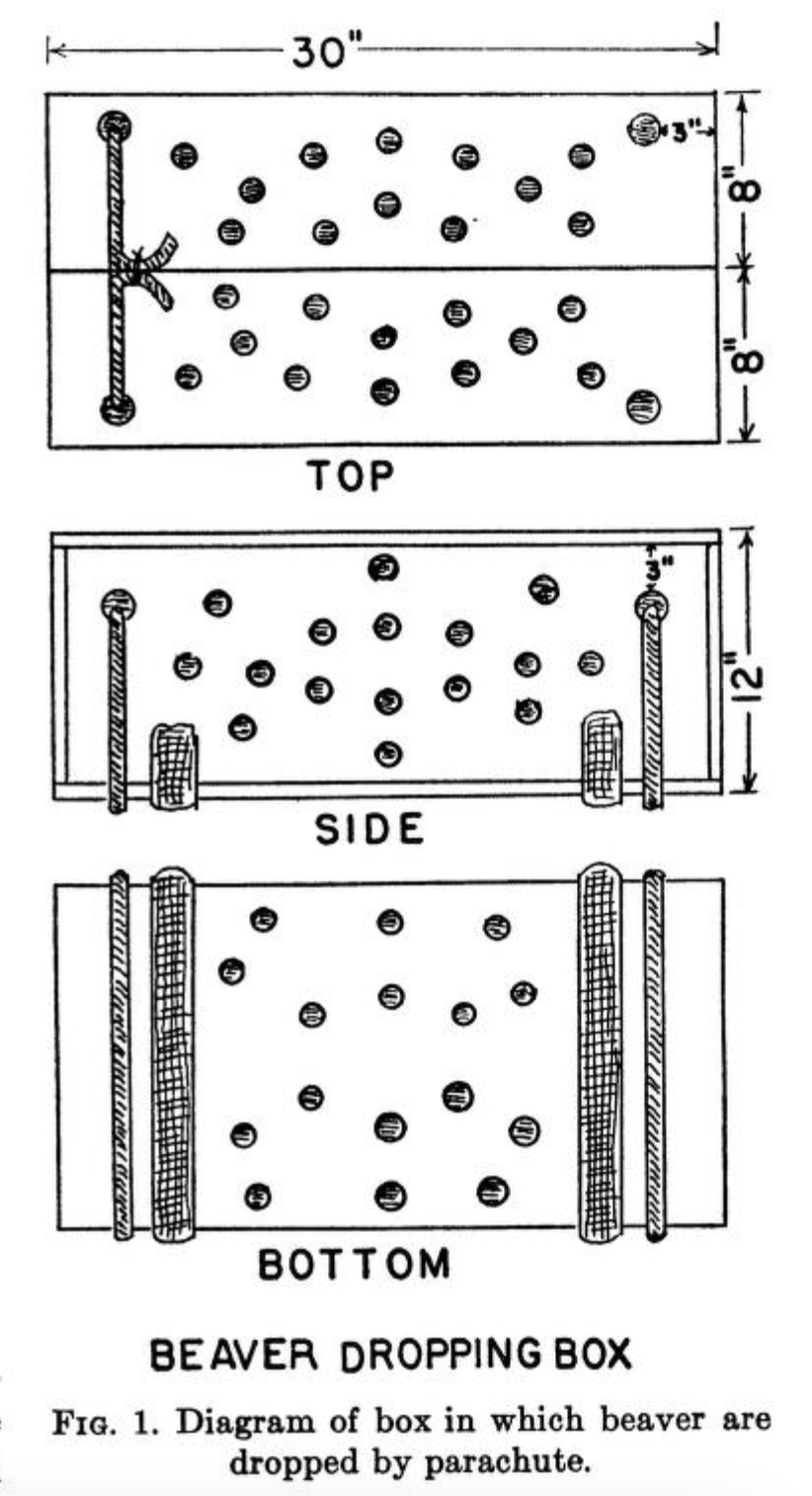
Schemat skrzyni na bobra

Zrzuty bobrów nad Idaho – seria operacji powietrznych realizowanych w 1948 roku w ramach programu Departamentu Rybactwa i Łowiectwa Stanu Idaho, polegającego na zrzuceniu na spadochronach 76 bobrów nad dorzeczem potoku Chamberlain Creek w paśmie górskim Sawtooth (Góry Skaliste) w stanie Idaho. 

## Tło
Bobry są uznawane za niezwykle istotne dla funkcjonowania ekosystemów podmokłych w Idaho, gdyż przyczyniają się do ograniczania erozji i tworzą potencjalne siedliska dla ptaków i ryb. Jednakże w pierwszej połowie XX wieku populacja bobrów w środkowej części stanu osiągnęła krytycznie niski poziom na skutek nadmiernych polowań w celu pozyskania futer. W celu odwrócenia tego trendu Departament Zasobów Wewnętrznych Stanów Zjednoczonych rozpoczął w 1936 r. relokację bobrów pochodzących z bardziej zaludnionej, północno-zachodniej części stanu, gdzie ich działalność była obiektem skarg mieszkańców.
Łowcy najpierw łapali bobry i dostarczali urzędnikowi ds. ochrony przyrody, który przywiązywał je do konia lub muła i wysyłał w tereny górzyste. W wyniku stresu towarzyszącemu temu procesowi bobry przestawały jeść, czego efektem była ich wysoka śmiertelność.

## Pomysł i realizacja
Jeden z pracowników Departamentu Rybactwa i Łowiectwa Idaho, Elmo W. Heter, opracował sposób, aby przetransportować bobry, używając pozostałych po II wojnie światowej spadochronów i przymocowanych do nich drewnianych skrzynek, które były zaprojektowane tak, aby automatycznie się otwierać po lądowaniu na ziemi. Transportowane zwierzęta zostały podzielone na grupy składające się z jednego samca i trzech samic.
14 sierpnia 1948 roku dokonano pierwszego zrzutu. Łącznie zrzucono 76 bobrów, z których 75 przeżyło. Jedyną ofiarą operacji był bóbr, który wydostał się ze skrzyni jeszcze podczas lotu.

## Ocena i upamiętnienie
W 1949 roku operację uznano za udaną, gdy urzędnicy zauważyli, że bobry skutecznie zasiedliły nowe tereny, a z czasem wizerunek bobra z spadochronem, Parabeaver, stał się jednym z lokalnych symboli.
Film z operacji został w 2015 roku udostępniony przez Idaho Historical Society na platformie YouTube. 